# Carlos Recinos
Carlos Humberto Recinos Ortiz (San Salvador; 30 de junio de 1950) es un retirado jugador y entrenador de fútbol de El Salvador.

## Trayectoria
Apodado Imacasa, por la empresa para la que trabajaba, comenzó su carrera profesional en FAS, donde permaneció durante dieciséis años. Ganó tres títulos nacionales (1977-78, 1978-79, 1981) y los ayudó a capturar su primer y hasta ahora único título internacional, cuando ganaron la Copa de Campeones de Concacaf en 1979.
Fue prestado al Atlético Marte para jugar la Copa de Campeones 1981, donde llegó a la final que perdería contra Transvaal. Después de que su contrato con FAS terminó en 1982, estuvo dos años sin jugar al margen por una lesión antes de fichar por la UES.
En 1985, se incorporó a Alianza y formó parte del equipo que llegó a la final ante el Atlético Marte, sin embargo fue derrotado por en la prórroga y se retiró poco después.

## Trayectoria como entrenador
Durante sus últimos años como jugador, se formó para ser entrenador de fútbol y se graduó como director técnico de la AEFES (Asociación de Entrenadores de Fútbol de El Salvador) en 1984. Su primera experiencia como entrenador en la Primera División de El Salvador fue mientras estaba en el cargo como asistente del costarricense Marvin Rodríguez en FAS.
Se convirtió en el seleccionador nacional del sub-17, sub-20 y de la selección mayor. En la Segunda División, dirigió a Once Lobos de Chalchuapa, Huracán de Atiquizaya, Once Municipal de Ahuachapán y Malocas de Coatepeque.

## Selección nacional
También jugó para El Salvador durante 10 años y representó a su país en 16 partidos de clasificación para la Copa Mundial de la FIFA y en la Copa Mundial de 1982 en España. También jugó en los Juegos Panamericanos de 1975.

### Participaciones en Copas del Mundo
| Mundial                        | Sede   | Resultado    |
| ------------------------------ | ------ | ------------ |
| Copa Mundial de Fútbol de 1982 | España | Primera fase |

## Clubes como jugador
| Club                    | País        | Año       |
| ----------------------- | ----------- | --------- |
| FAS                     | El Salvador | 1967-1982 |
| Atlético Marte (cesión) | El Salvador | 1981      |
| Universidad             | El Salvador | 1984      |
| Alianza                 | El Salvador | 1985      |

## Palmarés

### Títulos nacionales
| Título           | Equipo | País        | Año     |
| ---------------- | ------ | ----------- | ------- |
| Primera División | FAS    | El Salvador | 1977-78 |
| Primera División | FAS    | El Salvador | 1978-79 |
| Primera División | FAS    | El Salvador | 1981    |

### Títulos internacionales
| Título                           | Equipo | País        | Año  |
| -------------------------------- | ------ | ----------- | ---- |
| Copa de Campeones de la Concacaf | FAS    | El Salvador | 1979 |